# Bassin de précipitations
Le bassin de précipitations d'un point donné est la surface d'océan et de continents depuis laquelle l'évapotranspiration contribue aux précipitations de ce point. Décrit comme un bassin versant aérien ou atmosphérique, cette zone est traversée par les vents arrivant en ce point.

## Définition
De la même manière qu'un bassin versant est défini par la zone topographique qui fournit le ruissellement de surface en un point (l'exutoire) ; le bassin de précipitations est la zone, définie statistiquement, depuis laquelle l'évaporation, qui se déplace par le recyclage des précipitations et les vents, fournit des précipitations pour un point donné.
Un bassin de précipitations est décrit comme un « bassin versant atmosphérique » ou un « bassin hydrologique atmosphérique ». Ce concept repose sur des travaux universitaires examinant les sources d'évapotranspiration à l'origine des précipitations,,.
Depuis sa définition formelle, le bassin de précipitations est devenu un élément des études sur la sécurité de l'eau et sur la durabilité. Il est également utilisé pour étudier la vulnérabilité des écosystèmes dépendants des précipitations.

## Bassin d'évaporation
Pour étudier le devenir de l'évaporation d'une zone donnée vers la région qui reçoit cette humidité, le concept de bassin de précipitation a été étendu à celui de bassin d'évaporation. La bassin d'évaporation d'un point donné est la région où précipite l'eau évaporée en ce point. Le concept de bassin d'évaporation est particulièrement utile pour définir une région permettant d'examiner les effets sur les précipitations d'un changement significatif d'utilisation des terres, comme la déforestation, assèchement des marais, l'irrigation, ou l'intensification agricole,.